# Dobieszków (powiat łódzki wschodni)
Dobieszków – wieś w Polsce położona w województwie łódzkim, w powiecie łódzkim wschodnim, w gminie Nowosolna.
W latach 1975–1998 miejscowość należała administracyjnie do ówczesnego województwa łódzkiego.
Dobieszków sąsiaduje ze znajdującą się w powiecie zgierskim wsią o tej samej nazwie: Dobieszków.